# Oper am Gänsemarkt

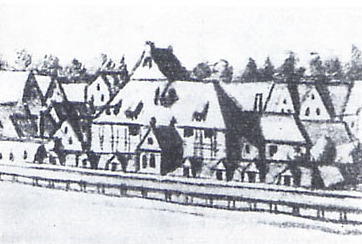
Oper am Gänsemarkt, Ausschnitt aus der Stadtansicht Paul Heineckens 1726

Die Oper am Gänsemarkt in Hamburg war von 1678 bis 1738 das erste und wichtigste bürgerlich-städtische Theater im deutschen Sprachraum. Die Einweihung des Hauses fand am 2. Januar 1678 statt. Mit zweitausend Plätzen übertraf es alle zeitgenössischen Theaterräume. Danach diente es mobilen Opern- und Theatertruppen bis 1763 als Bühne. Um 1764 wurde das Haus abgerissen.

## Lage und Gestalt

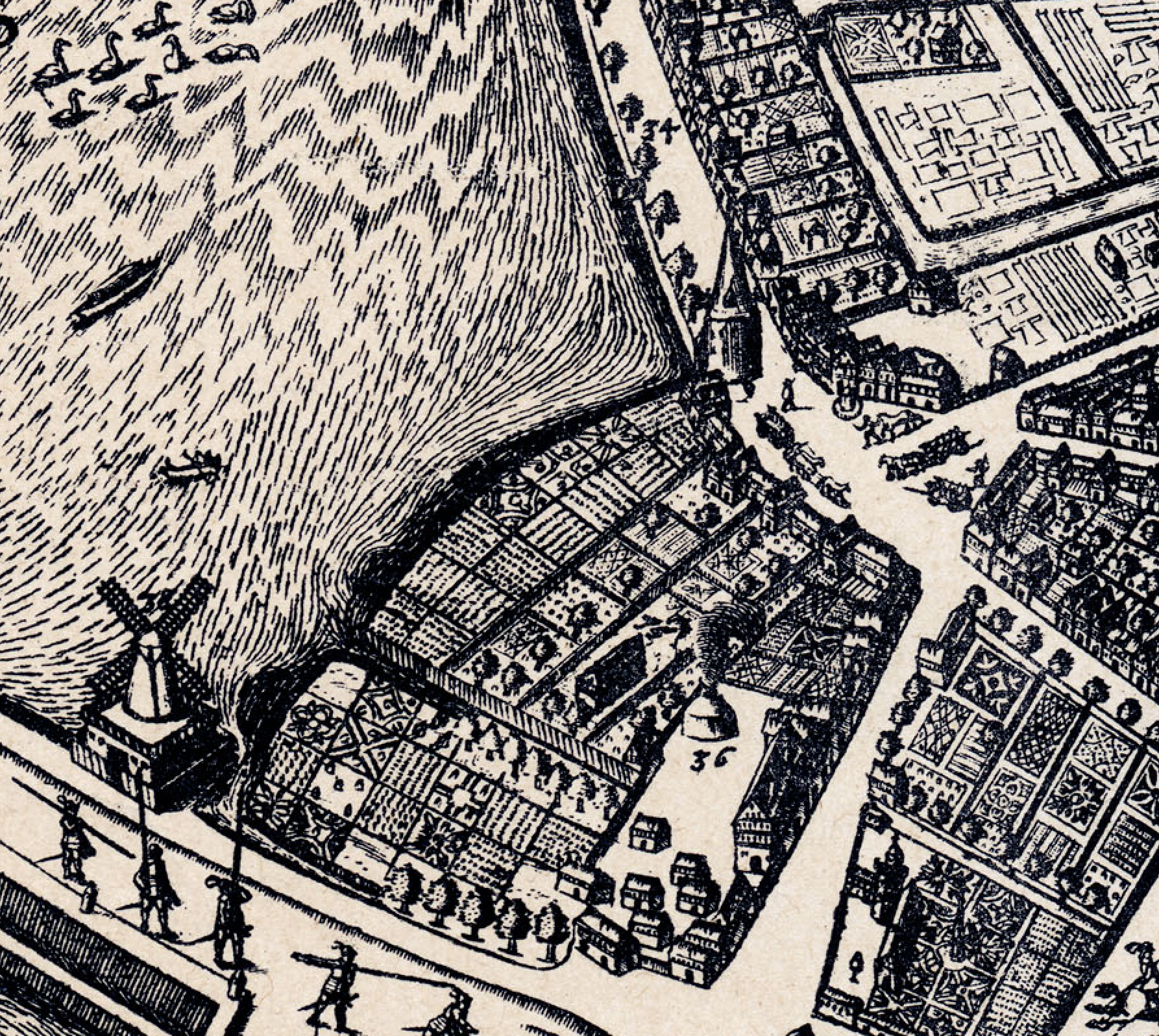
Binnenalster (1690) mit der Oper (Nr. 75)

Das Opernhaus befand sich auf der nordwestlichen Seite der Binnenalster, etwa im Dreieck zwischen den heutigen Grundstücken des Hotels Vier Jahreszeiten, der Berenberg Bank und der Colonnaden. Das Gebiet war um 1670 noch wenig bebaut, in der Nähe befand sich der Kalkhof.
Der aus Venedig stammende Architekt Girolamo Sartorio wurde im Sommer 1677 beauftragt an der Alster ein Opernhaus nach dem Vorbild des Teatro San Cassiano in seiner Heimatstadt zu bauen. Nur ein halbes Jahr später war das Haus fertiggestellt. Von außen wirkte es wie eine schmucklose Scheune im hölzernen Fachwerkbau. Von innen aber prunkte das magnifique Operen-Hauß am Gansemarckt, wie es 1722 beschrieben wurde, mit modernster Technik. Eine dreiteilige, außerordentlich tiefe Bühne mit 15 Kulissenpaaren erlaubte schnelle Verwandlungen. Der lokale Librettist Barthold Feind lobte 1708:

„Das Hamburgische Theatrum kann wohl die mehreste Repraesentationes zeigen, indem daselbst die Seiten-Scenen 39mahl können verändert werden …“

Das Publikum wurde mit einer große Macchina und Flugwerken beeindruckt, Feuerwerke wurden bei besonderen Gelegenheiten entzündet. Der Zuschauerraum war zimblich gross, 4 loggien seyndt über einande, überlieferte der Architekt Nicodemus Tessin.
Das Haus soll 2000 Plätze gehabt haben, gespielt wurde in der Regel dreimal die Woche.
Laut Johann Matthesons Aufstellung für die Jahre 1695 und 1705 kamen durchschnittlich 380 Zuschauer pro Vorstellung – das Haus hatte also nur eine Auslastung von 20 %.
Im März 1710 besuchte Zacharias Conrad von Uffenbach mehrmals das Opernhaus und bemerkte:

„Abends gingen wir in die Opera, davon das Haus jenseit der Elbe sehr weit entfernt lieget. Es kam uns fast ganz so vor wie das Braunschweigische, aber etwas grösser, doch ein gutes kleiner, und sehr viel niedriger als das Leipziger, das auch beyde an Zierlichkeit übertrifft, doch mag das Theatrum an beyden Orten viel grösser als das Leipziger seyn … Das Theatrum ist zwar sehr tief, aber niedrig, deßgleichen sind auch die Maschinen alt und beynahe sehr schlecht.“

## Geschichte

### Gründung, erste Aufführungen und Theaterstreit

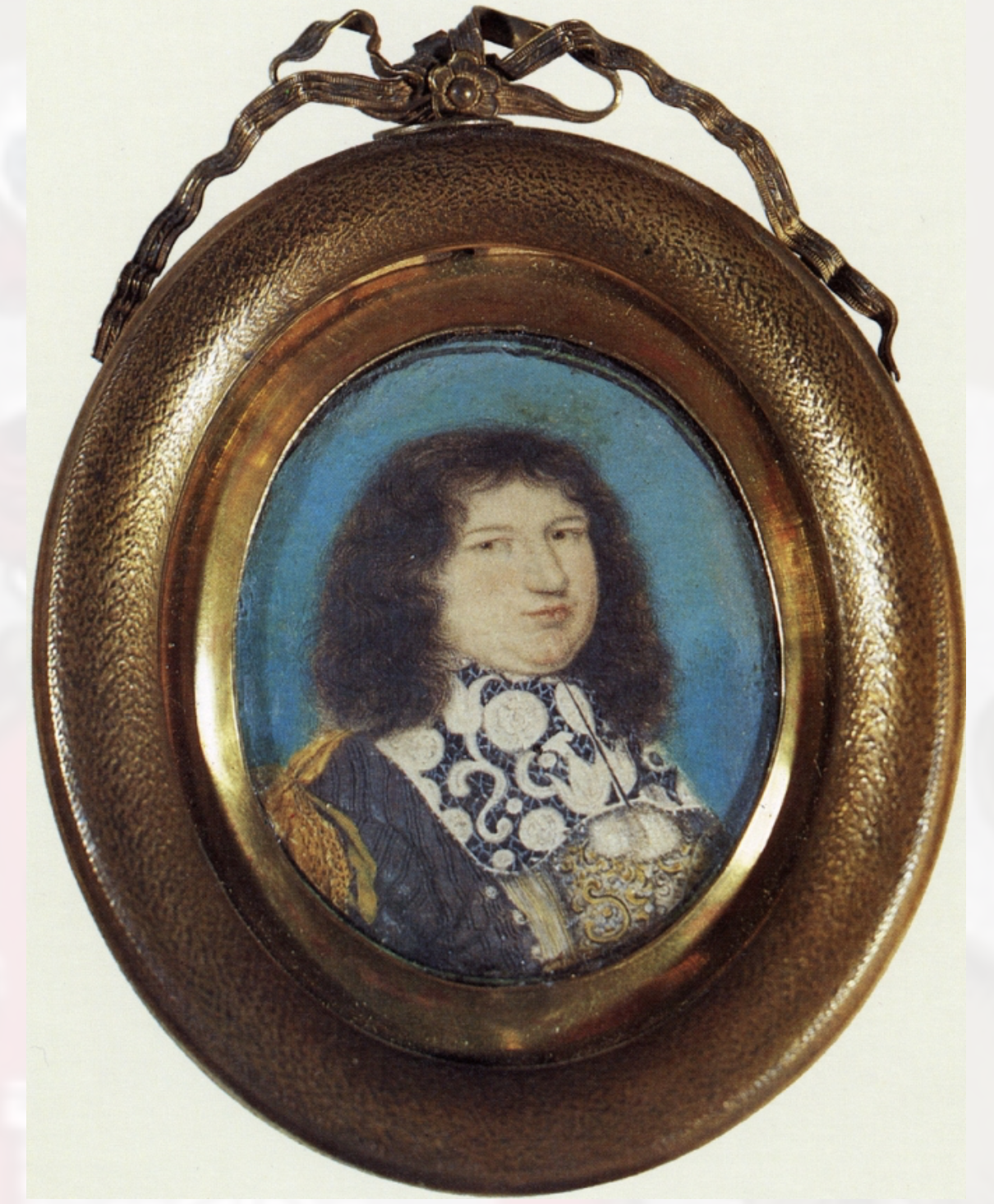
Bildnis der Hamburger Ratsherrn Gerhard Schott (1641–1702)

Die freie Reichsstadt Hamburg hatte um 1700 ca. 70.000 Einwohner und war nach Wien die zweitgrößte Stadt im Reich. Mit wachsendem Wohlstand der Stadt wuchs auch das Bedürfnis nach Kultur. Der Hamburger Anwalt und Ratsherr Gerhard Schott initiierte deshalb die Gründung des Hauses, zudem war er von Italiens Oper beeindruckt.
Auch Herzog Christian Albrecht von Schleswig-Gottdorf, der 1675 nach Hamburg ins Exil ging und seine auf Schloss Gottorf begonnene Operntradition fortführen wollte, war neben Schott, dem Juristen und späteren Hamburger Bürgermeister Peter Lütkens sowie dem Organisten Johann Adam Reinken Gründungsmitglied des Opernhauses.
Die Eröffnung des Hauses fand am 2. Januar 1678 mit der geistlichen Oper Der erschaffene, gefallene und auffgerichtete Mensch oder Adam und Eva von Johann Theile (Libretto: Christian Richter) statt. Im gleichen Jahr folgte von Theile die Oper Orontes (Libretto: Hinrich Elmenhorst). Theile hatte zu dieser Zeit die Position des Hofkapellmeisters bei Herzog Christian Albrecht inne.
Die dritte aufgeführte Oper 1678 hieß Der glücklich steigende Sejanus vorgestellet in einem Singspiel, danach wurde Der unglücklich fallende Sejanus gegeben. Beide hatte Christian Richter nach dem italienischen Original von Nicolò Minato verfertigt. Mit der Musik zu diesen beiden Opern gab Nicolaus Adam Strungk seinen Einstand in Hamburg.
Der Komponist Johann Wolfgang Franck gab 1679 mit der Oper Die Wol und beständig-liebende Michal oder Der Siegende und fliehende David (Libretto: Hinrich Elmenhorst) sein Debüt. 1680 kam Johann Philipp Förtsch zuerst als Sänger an den Gänsemarkt, komponierte später aber auch eigene Opern.
Im Jahre 1690 folgte Johann Georg Conradi dem Ruf als Kapellmeister an die Oper am Gänsemarkt. Unter seiner Leitung wurden auch italienische und französische Opern inszeniert, neben eigenen und zeitgenössischen Werken anderer Komponisten.
Etwa 1693 veranlassten Unstimmigkeiten mit dem Librettisten Friedrich Christian Bressand den Komponisten Johann Sigismund Kusser zum Wechsel vom Opernhaus am Hagenmarkt in Braunschweig an die Hamburger Oper.

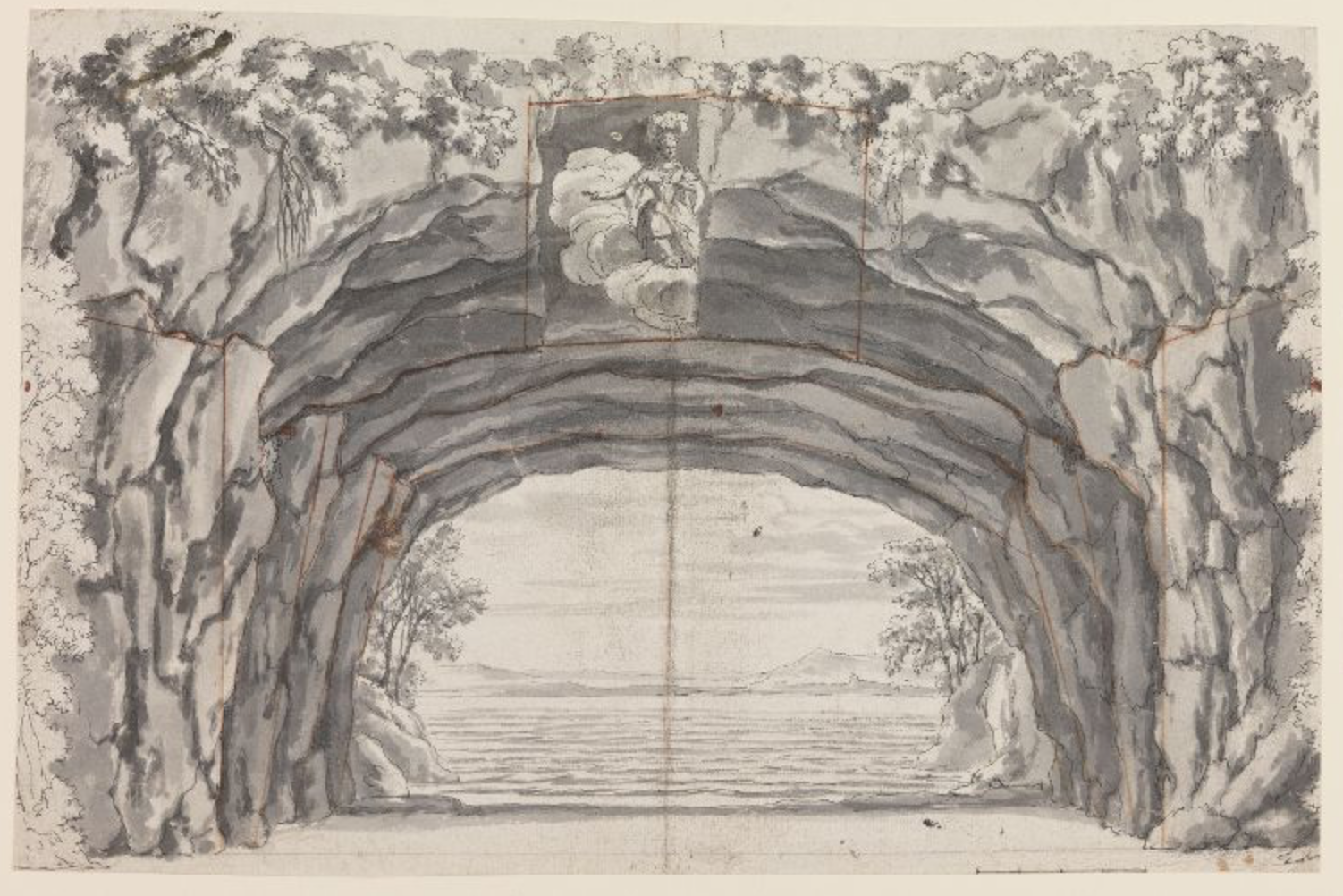
Entwurf zu einem Bühnenbild für die Oper Der geliebte Adonis (Musik: Reinhard Keiser, Libretto: Christian Heinrich Postel) 1697 von Johann Oswald Harms

Zwischen 1693 und 1695 leitete Jakob Kremberg zusammen mit Kusser die Oper und schrieb dort 1694 u. a. das Libretto zu Georg Bronners Oper Venus oder die siegende Liebe.
Auch wurde von 1680 bis 1692 von namentlich unbekannten Handwerkern im Auftrag des Ratsherrn Gerhard Schott ein Modell des Salomonischen Tempels geschaffen, produziert aus Eichen- und Tannenholz, Birnbaum, Birkenrinde, Blei- und Silberdraht. Es diente damals als Schaustück für die Oper am Gänsemarkt, als 1692 die Oper Die Verstöhrung Jerusalems (Musik: Johann Georg Conradi, Libretto: Christian Heinrich Postel) aufgeführt wurde, und ist hinter dem Opernhaus platziert gewesen. Das Modell selbst ist erhalten und befindet sich heute im Museum für Hamburgische Geschichte.
Vor der Eröffnung der Hamburger Oper war es zu einem heftigen Streit gekommen. Die Aufführung des Eröffnungsstückes aus der biblischen Geschichte erregte bei der Hamburger Geistlichkeit Ärger, weil man Anstoß an der theatralischen Darbietung des Stückes, speziell am Erscheinen Gottes auf der Bühne nahm. Der Streit war so heftig, dass die Oper von Sommer 1686 bis Ende 1687 geschlossen wurde. 1694 eskalierte der Streit erneut, so dass es zu einer Schlacht auf dem Rathausplatz mit Verwundeten und Toten kam. Im Jahre 1703 kam es erneut zu einer Schlägerei, und Barthold Feind verulkte die Zustände in seinem Schauspiel Das verwirrte Haus Jacob, welches in Hamburg verboten wurde (Uraufführung 1703 am Naumburger Opernhaus vorm Salztor). Der nachfolgende Streit und finanzielle Schwierigkeiten führten im Frühjahr 1704 zu einer erneuten mehrwöchigen Schließung der Oper.

### Zeit unter Keiser

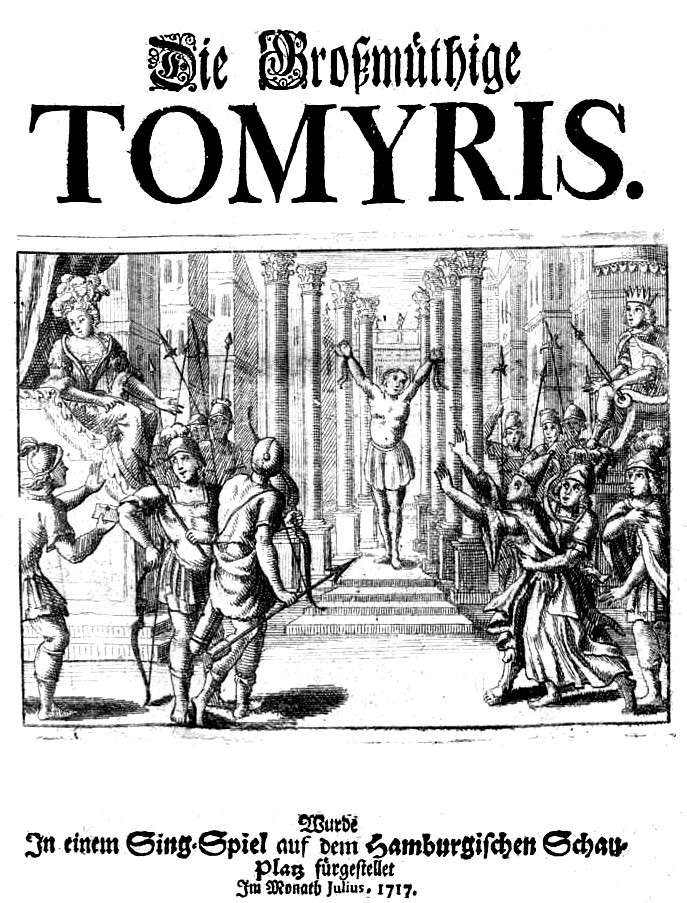
Titelblatt des Textbuches der Keiser-Oper Die großmütige Tomyris (Libretto: Johann Joachim Hoë (von Hoenegg)) von 1717

Nachdem Kusser 1695 das Opernhaus wieder verlassen hatte, übernahm 1697 mit Reinhard Keiser, der ebenfalls von Braunschweig nach Hamburg übersiedelte, einer der produktivsten Komponisten der Gänsemarktoper die Kapellmeisterstelle bis 1717. Sein Hamburger Ruhm begann 1698 mit der Oper Der bey dem allgemeinen Welt-Frieden/Von dem Großen Augustus Geschlossene Tempel des Janus. (Libretto: Christian Heinrich Postel), wozu noch 1729 Georg Philipp Telemann neue Arien komponierte. Keiser schuf über 70 Opern für Hamburg. Von 1703 bis 1707 hatte er zudem das Direktorat inne. Man spielte an zwei bis drei Tagen in der Woche und kam so auf jährlich an die 90 Vorstellungen, die wegen der langen Szenenwechsel jeweils vier bis sechs Stunden dauern konnten und schon am frühen Nachmittag begannen. Zur Oster-, Weihnachts- und Fastenzeit wurde das Opernhaus nicht bespielt. Keiser schrieb auch Opern mit drastischem Lokalkolorit. Für seine 1701 uraufgeführte Oper Störtebeker (Libretto: Hotter) wurden mit Schweineblut gefüllte Schweinsblasen als Spezialeffekt eingesetzt, die Oper Der angenehme Betrug oder Der Carneval von Venedig von 1707 (Libretto: Johann August Meister und Mauritz Cuno) mit plattdeutschen Texten avancierte zum Kassenschlager am Gänsemarkt.
Die meisten Bühnenbilder der Opern in Hamburg stammten von 1696 bis 1701 von Johann Oswald Harms, der seit 1686 am Wolfenbütteler Hof des kunstsinnigen Herzogs Anton Ulrich wirkte, wo ihm als Maschinenmeister, Cammerdiener und Maler das Ausstattungswesen des Herzogtums oblag, aber in der Zeit seines Hamburger Wirkens den Braunschweiger Wohnsitz behielt.
Reinhard Keiser holte den ebenfalls aus Teuchern stammenden Johann Christian Schieferdecker 1702 als Cembalisten an das Hamburger Opernhaus am Gänsemarkt, wo er u.a 1702 seine Oper Der Königliche Printz Regnerus revidierte, die schon 1701 an der Hofoper in Weißenfels aufgeführt worden war.
Zwischenzeitlich hatte im Jahre 1699 der Komponist Georg Bronner gemeinsam mit einem Dr. M. Cordes das Direktorium am Gänsemarkt übernommen, gab es aber schon im gleichen Jahre wieder an diesen ab. Ebenfalls 1699 trat Johann Mattheson mit seiner ersten Oper Die Plejades, oder das Siebengestirne (Libretto: Friedrich Christian Bressand) in Erscheinung. Mattheson war vorher schon Organist und Mitglied des Hamburger Opernchores. Danach trat er dort als Solist auf, leitete Proben, dirigierte selbst seine Opernaufführungen und sang darin öfters die Hauptrolle.
Als junge Musiker konnten während dieser Zeit zudem die späteren Operngrößen Georg Friedrich Händel, Johann Adolf Hasse und Christoph Graupner in Hamburg den Grundstein für ihre Karrieren legen.
In der im Januar 1704 am Gänsemarkt aufgeführte Oper Nebucadnezar von Reinhard Keiser (Libretto: Christian Friedrich Hunold (Menantes)) sang die bekannte Sopranistin Christiane Pauline Kellner (1664–1745). Ebenso wurde die berühmte Sängerin Margaretha Susanna Kayser, Ehefrau des Hamburger Stadmusikers Johann Kayser, engagiert, die später acht (nach Seedorf u. a. nur vier, 1729–1733/34) Jahre lang zur Zeit Telemanns als Pächterin und Direktorin dieser Opernbühne wirkte (1729–1737).

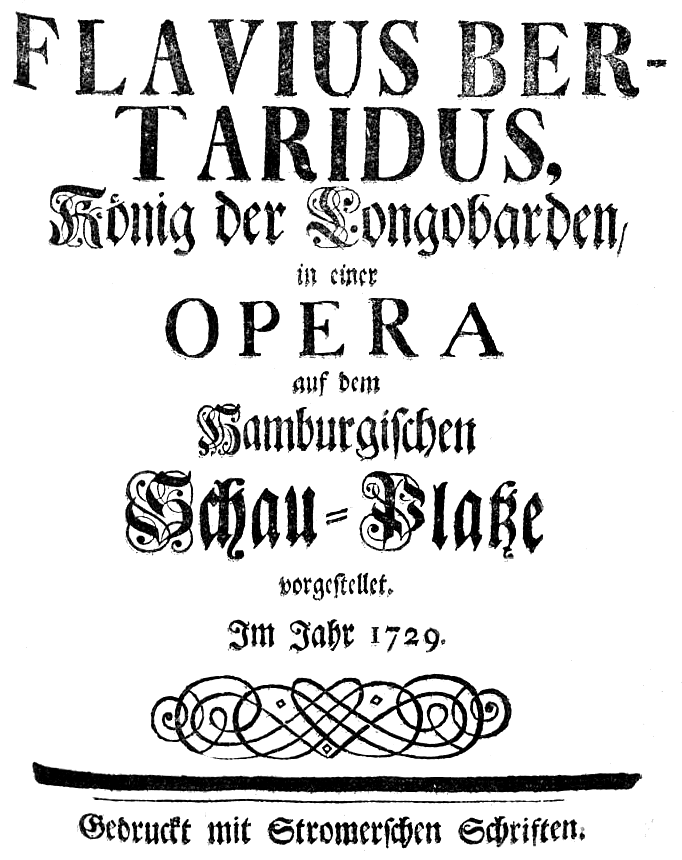
Titelblatt des Librettos der Oper Flavius Bertaridus, König der Langobarden (Libretto: Christoph Gottlieb Wend) von Telemann (1729)

Am 5. Dezember 1704 kam es bei Matthesons Oper Die unglückselige Cleopatra (Libretto: Friedrich Christian Feustking), bei der Mattheson den Marcus Antonius sang, zu Streitigkeiten zwischen Mattheson und Händel. Händel ließ Mattheson nach seinem Auftritt nicht an das Cembalo und Dirigentenpult zurück, Mattheson forderte ihn danach mit einer Ohrfeige zum Duell auf dem Gänsemarkt heraus. Es gab bei diesem Duell keine Gewinner, weil ein großer metallener Knopf an Händels Rock die Klinge des Gegners abbrechen ließ und Händel unversehrt blieb.
Auch wurden aufführungsbereite Opern aus politischen Gründen nicht aufgeführt, wie beispielsweise die Oper Boris Goudenow (Musik und Libretto: Johann Mattheson) von 1710, die erst 2005 ihre Premiere erlebte.
Am 4. Dezember 1716 wurde hier in Anwesenheit von Zar Peter dem Großen dessen Namenstag mit der Keiser-Oper Das zerstörte Troja gefeiert.
Wenige Monate nach der Uraufführung am Braunschweiger Hof im Februar 1719 brachte Georg Caspar Schürmann Die getreue Alceste am Hamburger Gänsemarkt-Theater heraus, wobei – wohl dem Publikumsgeschmack entsprechend – einige deutsche Arien durch Arien anderer italienischer Komponisten ersetzt wurden.
Zusätzlich zu den bereits genannten wirkten am Gänsemarkt auch die Komponisten Johann Gottfried Vogler, Gottfried Grünewald und die Librettisten Joachim Beccau, Heinrich Hinsch, Lukas von Bostel, Johann Ulrich König, Johann Samuel Müller, Johann Georg Glauche und Aurora von Königsmarck.

### Zeit unter Telemann
1722 übernahm Georg Philipp Telemann die Leitung des Opernhauses, die er bis Ende der letzten Spielzeit 1738 innehatte, wobei ab 1729 Pächterin und Direktorin die Hamburger Sängerin Susanna Kayser war. Telemann hatte an der Leipziger Oper schon Erfahrung mit der musikalischen Leitung eines Opernhauses gesammelt. Auch war dem Hamburger Konzertpublikum die Musik des Komponisten schon bekannt, denn seine Opern Der geduldige Sokrates und Germanicus waren am Gänsemarkt bereits aufgeführt worden. Telemann schuf für die Gänsemarktoper etwa 24 Opern, wobei er beispielsweise mit der Oper Pimpinone (Libretto: Johann Philipp Praetorius) im Jahre 1725 die heitere Tradition der Gänsemarktoper fortsetzte, aber auch ernsthafte Themen, wie in seiner bedeutendsten für Hamburg geschriebenen historischen Oper Die lasttragende Liebe oder Emma und Eginhard (Libretto: Christoph Gottlieb Wend (Selimantes)) von 1728 aufgriff.

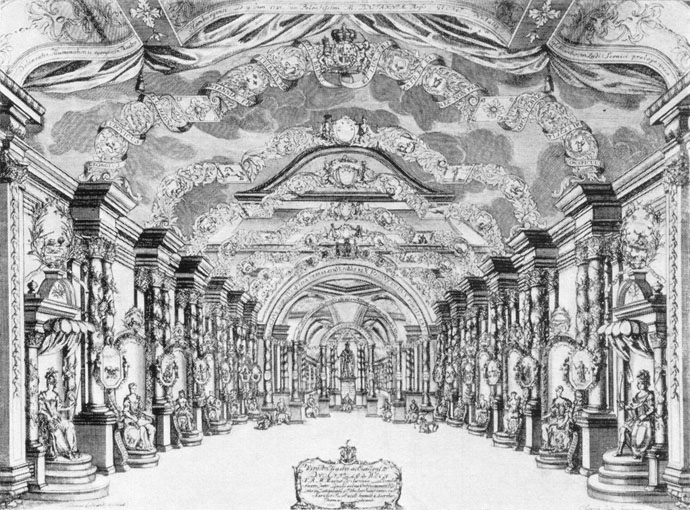
Festdekoration in der Hamburger Oper anlässlich des Geburtstags von Georg I. von Großbritannien 1727

Am Ende der 1720er Jahre setzte eine Krise am Opernhaus ein, so dass ein Direktorium aus mehreren Gesandten der in Hamburg vertretenden Großmächte und benachbarten Fürstentümer die Situation rettete und sich die nötigen Geldzuwendungen teilten. Sie hatten ein besonderes Interesse am Weiterbestehen der Oper, da sie durch glänzende Festaufführungen die Krönungs- und Gedenktage ihrer Herrscher und Reiche in angemessener, einander an Pracht überbietender Weise feiern konnten. So erlebte Hamburg u. a. allegorische Ballettaufführungen anlässlich der Krönungen des preußischen, des französischen Königs bzw. der russischen Zarin (1730) oder des Geburtstages des englischen Königs (1727).

### Niedergang und Abriss
Durch finanzielle Misswirtschaft und Änderung des Musikgeschmacks hatte das Haus zuletzt mit sinkenden Publikumszahlen zu kämpfen. Die letzte Vorstellung 1738 soll nur noch acht zahlende Zuschauer gehabt haben.
Ab April 1738 wurde nur noch an umherziehende Theatertruppen, wie beispielsweise derjenigen Pietro Mingottis von 1743 bis 1748 (mit Christoph Willibald Gluck als Kapellmeister 1748) oder der von Johann Friedrich Schönemann (1741 bis 1751), vermietet. Im Jahre 1740 gab hier Friederike Caroline Neuber ihre letzte Hamburger Vorstellung. Im September 1751 wollte Mingotti das Opernhaus erneut anmieten und der Rat der Stadt beauftragte Mitarbeiter des städtischen Bauhofes, es zu inspizieren. Diese kamen am 5. Oktober 1751 zu dem Schluss:

„… In Betracht dieses alles ist unsere / 
Meinung, daß bey einer großen / 
Menge Zuschauer leicht etwas / 
Brechen, und dadurch Schade oder Unglueck entstehen koennte, welches / 
wir der Warheit gemaeß hiemit / 
attestieren …“

Das Opernhaus wurde daraufhin sofort vom Rat geschlossen, Schönemann musste seine geplanten Vorstellungen absagen.
Nach einer notdürftigen Instandsetzung gastierte hier zuletzt von 1758 bis 1763 die Kochsche Theatergesellschaft. Um 1764 wurde das baufällige Haus abgerissen und an seinem Platz das Deutsche Nationaltheater errichtet, an dem Gotthold Ephraim Lessing 1767 für drei Jahre als Dramaturg wirkte.

### Komponisten der Gänsemarktoper (Auswahl)

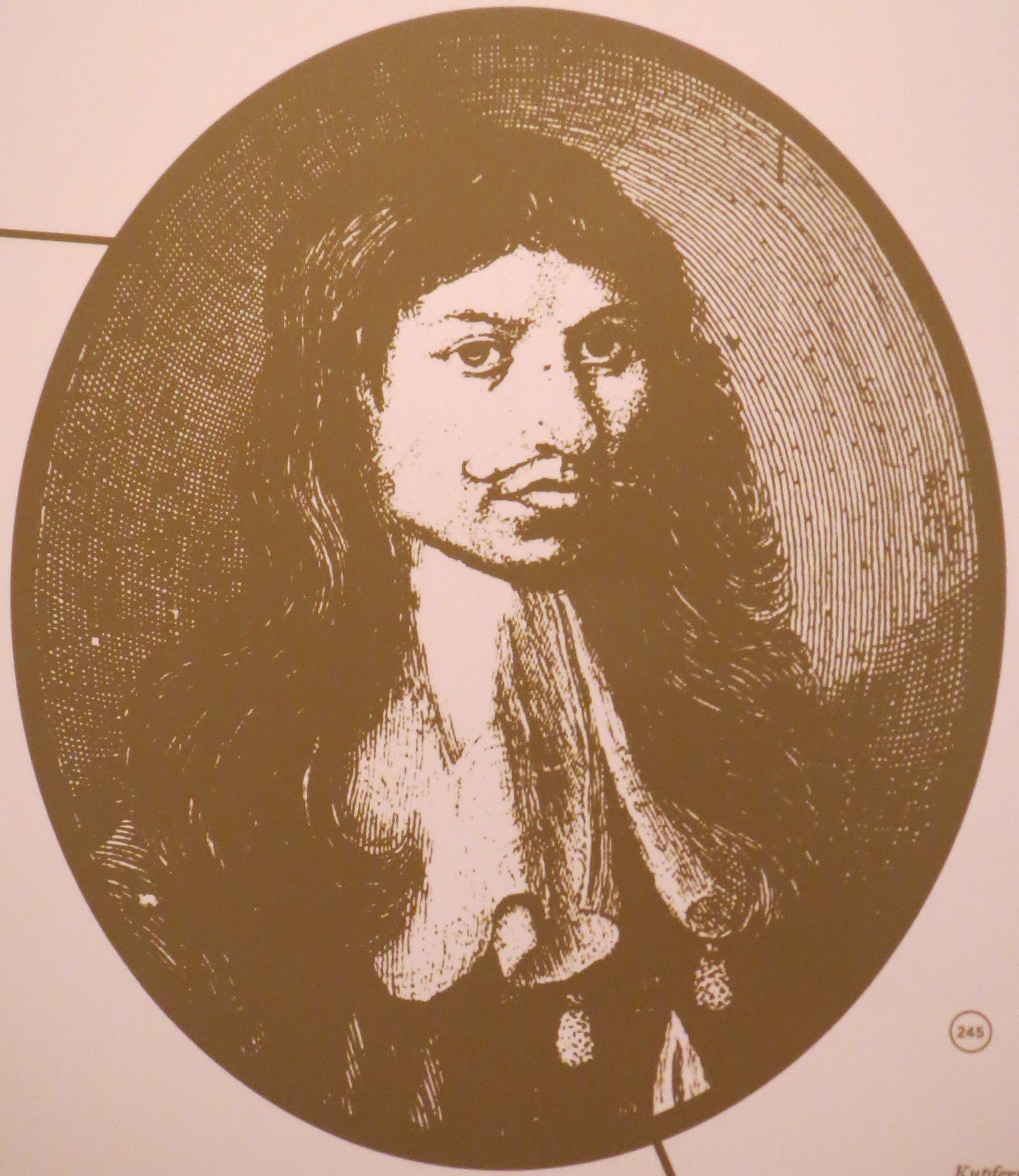
Johann Theile
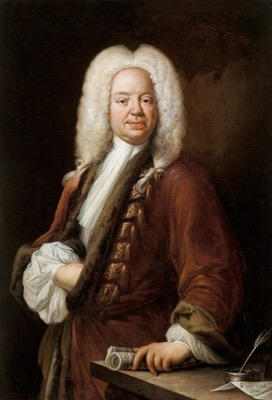
Georg Caspar Schürmann (1731)
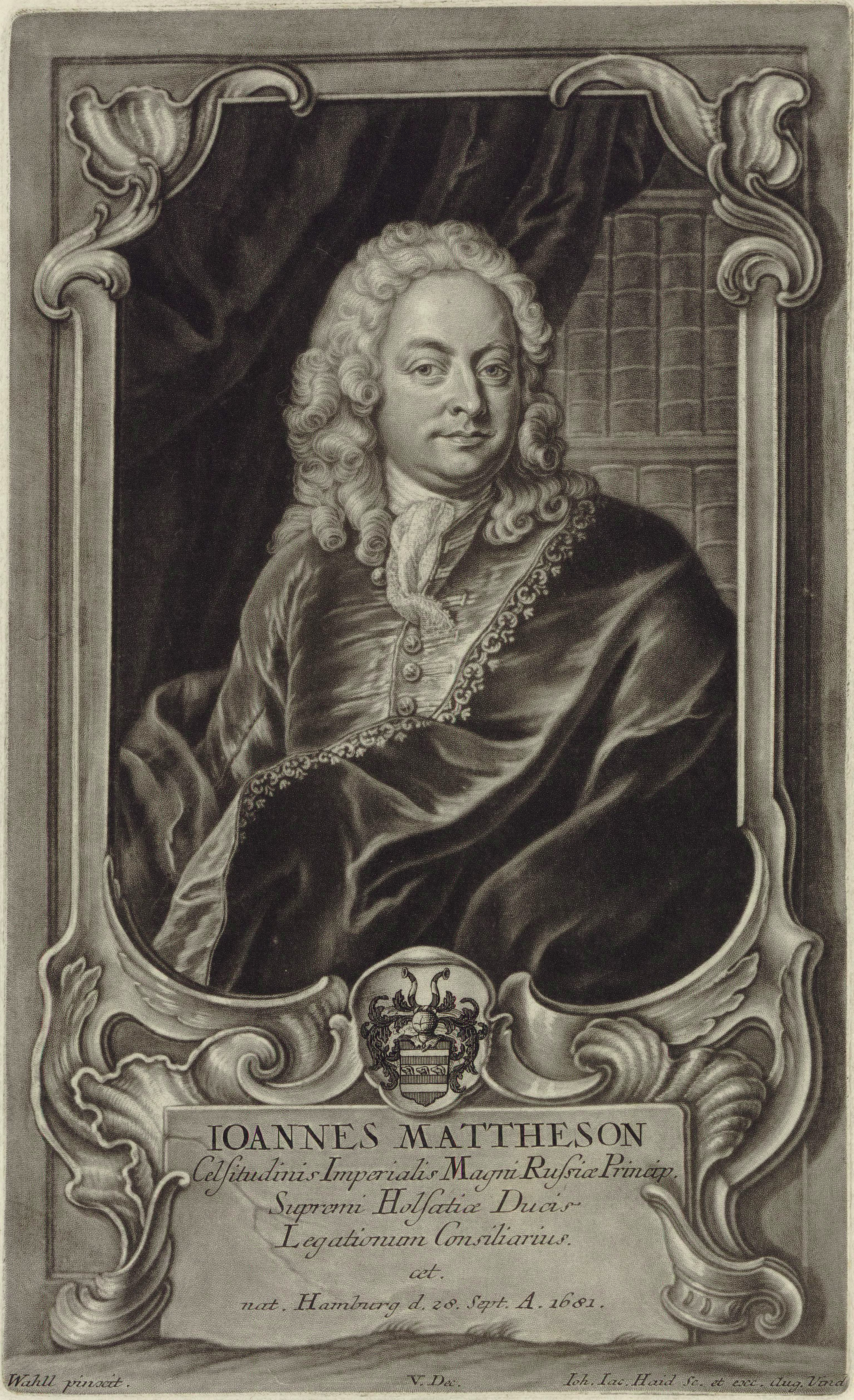
Johann Mattheson (1746)
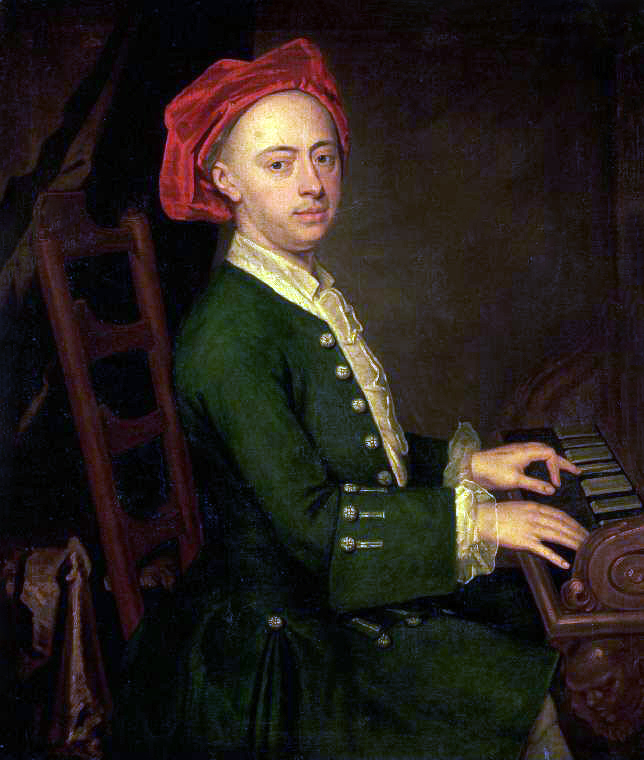
Der junge Händel am Cembalo
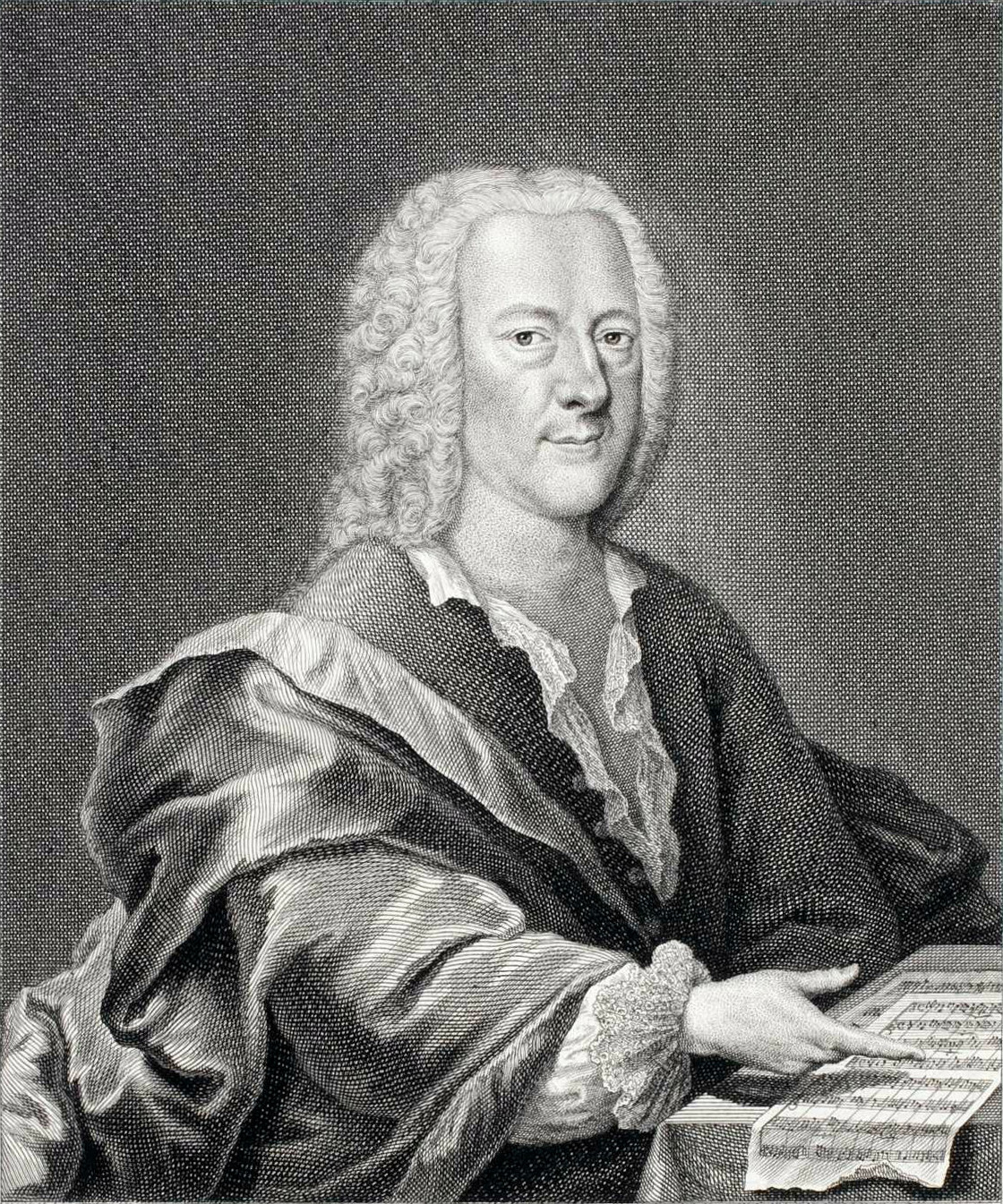
Georg Philipp Telemann (um 1745)

## Erhaltene Opern, welche an der Gänsemarktoper uraufgeführt wurden (Auswahl)
| Titel                                                                                         | Komponist              | Librettist                                                                           | Datum der Erstaufführung | Bemerkung                                                                                   |
| --------------------------------------------------------------------------------------------- | ---------------------- | ------------------------------------------------------------------------------------ | ------------------------ | ------------------------------------------------------------------------------------------- |
| Die schöne und getreue Ariadne                                                                | Johann Georg Conradi   | Christian Heinrich Postel                                                            | 1691                     | einzig erhaltene Oper von Conradi                                                           |
| Der geliebte Adonis                                                                           | Reinhard Keiser        | Christian Heinrich Postel                                                            | 1697                     |                                                                                             |
| Der bey dem allgemeinen Welt-Frieden Von dem Großen Augustus Geschlossene Tempel des Janus    | Reinhard Keiser        | Christian Heinrich Postel                                                            | 9. Juni 1698             |                                                                                             |
| Sieg der fruchtbaren Pomona                                                                   | Reinhard Keiser        | Christian Heinrich Postel                                                            | 19. Okt. 1702            |                                                                                             |
| Der edelmühtige Porsenna                                                                      | Johann Mattheson       | Friedrich Christian Bressand                                                         | 1702                     |                                                                                             |
| Die verdammte Staat-Sucht oder Der verführte Claudius                                         | Reinhard Keiser        | Heinrich Hinsch                                                                      | 1703                     |                                                                                             |
| Die unglückselige Cleopatra, Königin von Egypten oder Die betrogene Staats-Liebe              | Johann Mattheson       | Friedrich Christian Feustking                                                        | 1704                     |                                                                                             |
| Der gestürzte und wieder erhöhte Nebukadnezar, König zu Babylon                               | Reinhard Keiser        | Christian Friedrich Hunold                                                           | 1704                     | 1728 revidierte Fassung mit Arieneinlagen von Georg Philipp Telemann, Ouvertüre verschollen |
| Der in Kronen erlangte Glückswechsel, oder: Almira, Königin von Kastilien                     | Georg Friedrich Händel | Friedrich Christian Feustking, nach Giulio Pancieri                                  | 8. Jan. 1705             | einzig erhaltene Oper von Händel aus Hamburg                                                |
| Die römische Unruhe oder Die edelmütige Octavia                                               | Reinhard Keiser        | Barthold Feind                                                                       | 5. Aug. 1705             |                                                                                             |
| Die neapolitanische Fischer-Empörung oder Masaniello furioso                                  | Reinhard Keiser        | Barthold Feind                                                                       | Juni 1706                |                                                                                             |
| Dido, Königin von Carthago                                                                    | Christoph Graupner     | Heinrich Hinsch                                                                      | 1707                     |                                                                                             |
| Der angenehme Betrug oder Der Carneval von Venedig                                            | Reinhard Keiser        | Johann August Meister und Mauritz Cuno                                               | 1707                     | Ouvertüre rekonstruiert, Noten der Rezitative verschollen                                   |
| L’Amore Ammalato. Die kranckende Liebe, oder: Antiochus und Stratonica                        | Christoph Graupner     | Barthold Feind nach Luca Assarini, Thomas Corneille und Talander                     | 1708                     |                                                                                             |
| La Grandezza D'Animo oder Arsinoe                                                             | Reinhard Keiser        | Breymann                                                                             | 1710                     |                                                                                             |
| Die geheimen Begebenheiten Henrico IV, Königs von Castilien und Leon oder Die getheilte Liebe | Johann Mattheson       | Johann Joachim Hoë                                                                   | 1711                     |                                                                                             |
| Der hochmütige, gestürzte und wieder erhabene Croesus                                         | Reinhard Keiser        | Lucas von Bostel nach Il Creso von Nicolò Minato                                     | 1711                     |                                                                                             |
| Die entdeckte Verstellung oder Die geheime Liebe der Diana                                    | Reinhard Keiser        | Johann Ulrich König                                                                  | April 1712               |                                                                                             |
| Fredegunda                                                                                    | Reinhard Keiser        | Johann Ulrich König, nach La Fredegonda von Francesco Silvani                        | März 1715                |                                                                                             |
| Die großmütige Tomyris                                                                        | Reinhard Keiser        | Johann Joachim Hoë                                                                   | Juli 1717                |                                                                                             |
| Der neumodische Liebhaber Damon (Die Satyren in Arcadien)                                     | Georg Philipp Telemann | Georg Philipp Telemann nach Pietro Pariati                                           | 1719                     |                                                                                             |
| Der geduldige Sokrates                                                                        | Georg Philipp Telemann | Johann Ulrich von König nach Nicolò Minato                                           | 28. Jan. 1721            |                                                                                             |
| Genserich oder Der Sieg der Schönheit                                                         | Georg Philipp Telemann | Christian Heinrich Postel                                                            | 13. Juli 1723            |                                                                                             |
| Der sich rächende Cupido                                                                      | Reinhard Keiser        | Johann Ulrich König                                                                  | 1724                     |                                                                                             |
| Pimpinone oder Die ungleiche Heirat oder Das herschsüchtige Kammer-Mädgen                     | Georg Philipp Telemann | Johann Philipp Praetorius                                                            | 27. Sept. 1725           |                                                                                             |
| Der lächerliche Prinz Jodelet                                                                 | Reinhard Keiser        | Johann Philipp Praetorius nach französischen Vorlagen                                | 1726                     |                                                                                             |
| Die wunderbare Beständigkeit der Liebe, oder Orpheus                                          | Georg Philipp Telemann | Georg Philipp Telemann nach Michel Du Boullay                                        | 9. März 1726             |                                                                                             |
| Otto                                                                                          | Georg Philipp Telemann | Johann Georg Glauche nach der Oper Ottone, re di Germania von Georg Friedrich Händel | 1726                     |                                                                                             |
| Miriways                                                                                      | Georg Philipp Telemann | Johann Samuel Müller                                                                 | 26. Mai 1728             |                                                                                             |
| Emma und Eginhard oder Die Lastragende Liebe                                                  | Georg Philipp Telemann | Christoph Gottlieb Wend                                                              | 22. Nov. 1728            |                                                                                             |
| Flavius Bertaridus, König der Longobarden                                                     | Georg Philipp Telemann | Christoph Gottlieb Wend, Georg Philipp Telemann nach Stefano Ghigi                   | 23. Nov. 1729            |                                                                                             |

## Kulturgeschichtliche Bedeutung
Der Theaterwissenschaftler Jens Malte Fischer meinte zur Gänsemarktoper:

„Hamburg konnte für sich beanspruchen, das erste öffentlich zugängliche Opernhaus der Welt nach Venedig eröffnet zu haben“

Bei der Gänsemarktoper handelte es sich keinesfalls um eine kurze, sondern um eine zur Zeit der italienischen Opernmode singuläre Einrichtung, die über viele Jahrzehnte deutsche Geistesschaffende bündelte. Ohne Zweifel war mit ihrer Gründung 1678 eine bedeutende gesellschaftliche Institution geschaffen, die innerhalb Deutschlands singulär und wegweisend war: Die Menge der an diesem Hause wirkenden Opernkomponisten und Literaten ist innerhalb der Opernlandschaft Europas einzigartig. Obwohl sich die Geistlichkeit über Opern und die von ihnen ausgehende Verführung der Sinne zur Wollust beklagte, entwickelte sich das Opernhaus zum Treffpunkt des modischen Publikums.
Der Katalog der Textbücher weist zwischen 1678 und 1751 (also über die „Schließung“ des Hauses von 1738 hinaus) 306 verschiedene Opern mit Aufführungs-Jahr und zum großen Teil genauem Datum nach, wovon nur etwa 30 Opern komplett erhalten sind; ebenso deren Libretti mit Angabe ihrer Bibliotheken und zusätzlicher Nach- und Neudrucke. Dazu zu zählen sind noch 11 Opern, von denen nur der Titel bekannt ist. Insgesamt ergeben sich dabei weit über 2000 erhaltene Textdrucke in einer Vielzahl von Bibliotheken. Anhand des in diesem Buche beigegebenen Kalendarium der Hamburger Opernaufführungen 1678–1748 sowie einer Bibliografie wurde Hamburgs deutsch-orientierte Operngeschichte der Barockzeit erschlossen.